# Kaffe
Kaffe is een Bulgaarse jazzband.
Ze vertegenwoordigden Bulgarije op het Eurovisiesongfestival 2005 en werden 19de in de halve finale met het lied Lorraine.
Het was de eerste deelname voor het land. De nationale finale verliep niet zonder kleerscheuren, Kaffe werd ervan beschuldigd dat de wedstrijd al verkocht was en sowieso naar het songfestival mocht. De andere favoriet weigerde daarom op te treden en zonder optreden werd deze artiest zelfs tweede bij de televoters.